# La cabana de l'oncle Tom
La cabana de l'oncle Tom (títol original: Uncle Tom's Cabin) és una novel·la anti-esclavitud de Harriet Beecher Stowe. Publicada el 1852, sovint es descriu la seva importància històrica en el context de la Guerra Civil dels Estats Units i la rellevància que tingué en l'argumentari de la causa abolicionista. Als EUA, fou la novel·la més venuda durant el segle xix i el segon llibre més publicat del segle després de la Bíblia.
Stowe, una mestra abolicionista de Connecticut creà el personatge de l'Oncle Tom, un esclau negre la vida del qual és plena de patiments i que s'ha convertit en un estereotip de servent fidel al seu amo o mestressa. Al voltant del personatge central de Tom evolucionen la resta dels personatges, construint una novel·la sentimental que és alhora un relat de la crua realitat de l'esclavitud. Finalment es conclou que l'amor cristià pot superar aspectes tan destructius com l'esclavitud d'altres éssers humans.
L'any 1896 es publicà per primer cop una cita d'Abraham Lincoln durant una trobada amb l'autora poc després de l'inici de la Guerra Civil dels Estats Units en la qual afirmà que aquesta és la petita dona que ha començat aquesta gran guerra. Malgrat que aquesta és una cita apòcrifa (no apareix publicada fins al 1896), la importància donada tant a la cita com al llibre mateix s'explica pel desig de molts intel·lectuals de reafirmar el paper de la literatura com a agent del canvi social.

## Publicació

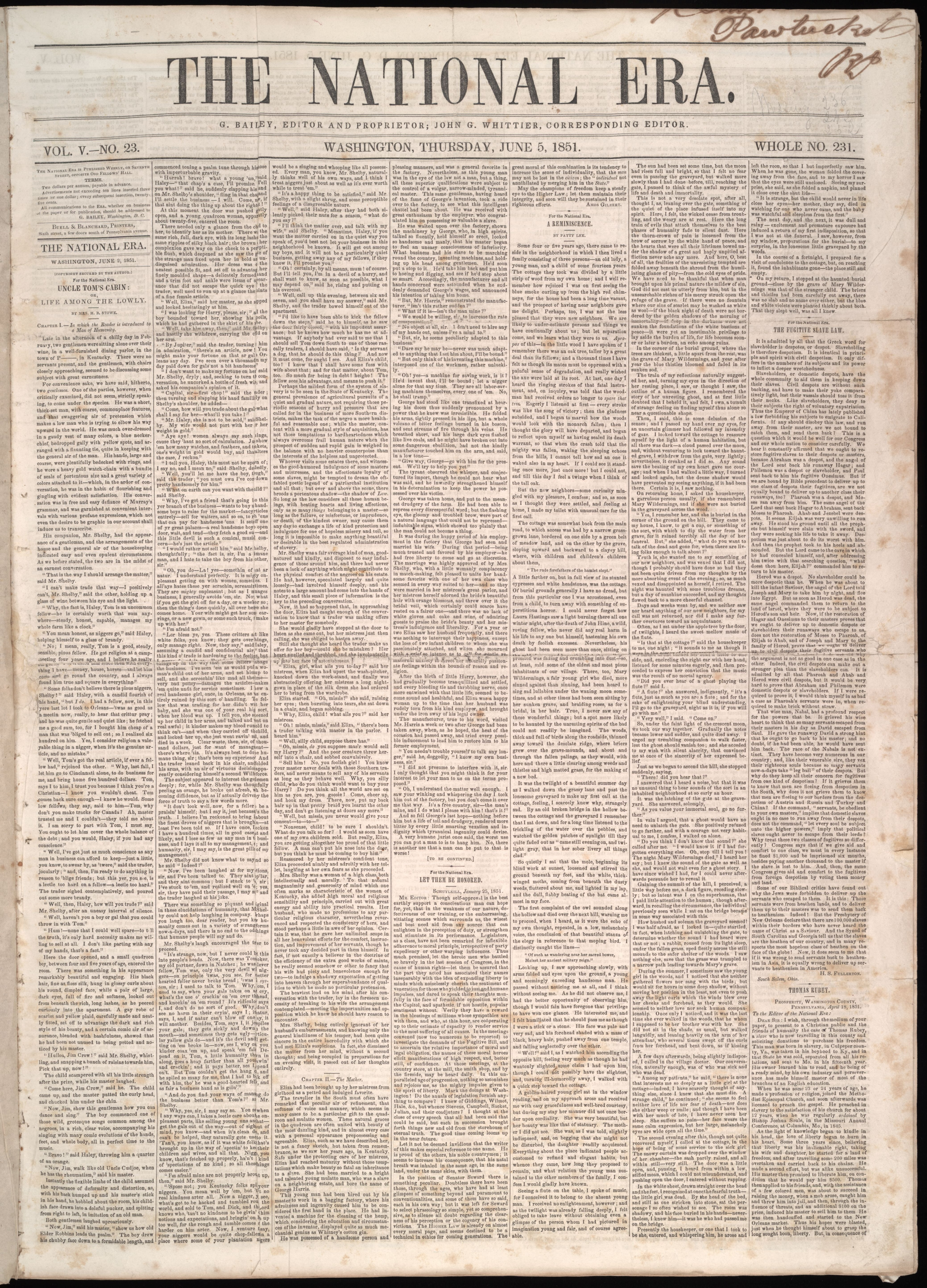
Primera aparició de La cabana de l'oncle Tom serialitzada a The National Era (5 de juny de 1851)

La cabana de l'oncle Tom va aparèixer per primera vegada com una sèrie setmanal de 40 episodis al periòdic abolicionista The National Era, essent la primera publicació el 5 de juny de 1851. Originalment es va concebre com una narrativa més curta que duraria només unes setmanes. Tanmateix, Stowe va ampliar la història significativament i es va fer popular a l'instant, fins al punt que el diari va rebre nombroses queixes quan es va descuidar d'un número. A causa de la popularitat de la història, l'editor John P. Jewett va contactar amb Stowe per convertir la sèrie en un llibre. Malgrat que Stowe dubtava si algú podia llegir La cabana de l'oncle Tom en forma de llibre, finalment va acceptar la proposta.
Convençut que el llibre seria popular, Jewett va prendre la decisió inusual (de moment) de tenir sis il·lustracions de pàgina sencera gravades per Hammatt Billings per a la primera impressió. Publicada en forma de llibre el 20 de març de 1852, la novel·la va vendre 3.000 còpies només aquell dia i aviat es va esgotar la seva versió completa. Ben aviat es van imprimir moltes altres edicions (incloent una edició de luxe el 1853, amb 117 il·lustracions de Billings).
El primer any de publicació es van vendre 300.000 exemplars de La cabana de l'oncle Tom. En aquest moment, però, "la demanda es va aturar de forma inesperada ... No es van produir més còpies durant molts anys i si, com es diu, Abraham Lincoln es va referir a Stowe el 1862 com la petita dona que va escriure el llibre que ha fet aquesta gran guerra, l'obra havia quedat fora d'impressió durant molts anys". Jewett va quedar fora de negoci, i no va ser fins que Ticknor and Fields va tornar a publicar l'obra a la premsa el novembre de 1862 que la demanda va començar a augmentar de nou.
El llibre va ser traduït a tots els idiomes principals i als Estats Units es va convertir en el segon llibre més venut després de la Bíblia. Algunes de les primeres edicions portaven una introducció de James Sherman, ministre congregacional de Londres, que va destacar per les seves opinions abolicionistes. La cabana de l'oncle Tom es va vendre igualment bé a la Gran Bretanya, amb la primera edició de Londres al maig de 1852 i la venda de 200.000 còpies. En pocs anys, més de 1,5 milions de còpies del llibre estaven en circulació a la Gran Bretanya, encara que la majoria d'aquestes eren exemplars fraudulents (una situació similar es va produir als Estats Units).

## Argument
El llibre comença amb un granger de Kentucky anomenat Arthur Shelby afrontant la pèrdua de la seva granja a causa dels deutes. Tot i que ell i la seva dona Emily Shelby creuen que tenen una relació benèfica amb els seus esclaus, Shelby decideix recaptar els fons necessaris venent-ne dos d'ells: l'oncle Tom, un home de mitjana edat amb esposa i fills i Harry, el fill de la criada de la senyora Emily Shelby, Eliza, a un comerciant d'esclaus. Emily Shelby és contrària a aquesta idea perquè havia promès a la seva criada que el seu fill no es vendria mai; El fill d'Emily, George Shelby, odia veure que Tom se'n va perquè el veu com el seu amic i mentor.
Quan Eliza sent discutir el senyor i la senyora Shelby sobre els plans de vendre Tom i Harry, Eliza decideix fugir amb el seu fill. La novel·la afirma que Eliza pren aquesta decisió perquè tem perdre el seu únic fill supervivent (que ja havia perdut a dos fills). Eliza se'n va aquella nit, deixant una nota de disculpa a la seva mestressa.
Tom és venut i posat en un vaixell que navega pel riu Mississipi. Mentre està a bord, Tom coneix i fa amistat amb una jove noia blanca anomenada Eva. El pare d'Eva, Augustine St. Clare, compra Tom al comerciant d'esclaus i el porta amb la família a la seva casa de Nova Orleans. Tom i Eva es comencen a relacionar a causa de la profunda fe cristiana que tots dos comparteixen.
Durant la fugida d'Eliza, es troba amb el seu marit George Harris, que havia fugit prèviament. Decideixen intentar arribar al Canadà. No obstant això, són perseguits per un caçador d'esclaus anomenat Tom Loker. Finalment, Loker i els seus homes atrapen a Eliza i la seva família, provocant que George li dispari al costat. Preocupat que Loker pugui morir, Eliza convenç a George que porti el caçador d'esclaus a un poblat quàquer proper per rebre tractament mèdic.
A Nova Orleans, St. Clare debat sobre l'esclavitud amb la seva cosina del nord Ophelia que, tot i oposar-se a l'esclavitud, té prejudicis vers els negres. St. Clare, però, creu que no té prejudici, tot i que és propietari d'esclaus. En un intent de mostrar a Ophelia que els seus punts de vista sobre els negres estan equivocats, St. Clare compra Topsy, una jove esclava negra, i demana a Ophelia que l'eduqui.
Després que Tom hagi viscut durant dos anys amb els St. Clare, Eva està molt malalta. Abans de morir, experimenta una visió del cel, que comparteix amb la gent que l'envolta. Com a resultat de la seva mort i de la seva visió, els altres personatges decideixen canviar les seves vides, on Ophelia promet superar els seus prejudicis personals contra els negres, Topsy diu que milloraria, i St. Clare es compromet a alliberar Tom.
Abans que St. Clare pugui complir el seu compromís, mor després de ser apunyalat fora d'una taverna. La seva dona renega de la promesa del seu difunt marit i ven Tom en subhasta a un viciós propietari de plantacions anomenat Simon Legree. Legree porta a Tom i Emmeline (a qui Legree va comprar al mateix temps) a la Louisiana rural, on coneixen els altres esclaus de Legree.
Legree comença a odiar a Tom quan aquest rebutja l'ordre de Legree de fuetejar al seu company esclau. Legree fueteja a Tom amb un furor i decideix aixafar la fe en Déu del seu nou esclau. Malgrat la crueltat de Legree,Tom es nega a deixar de llegir la seva Bíblia i consolar als altres esclaus el millor que pugui. A la plantació, Tom coneix a Cassy, una altra de les esclaves de Legree. Anteriorment, Cassy va ser separada del seu fill i de la seva filla quan els van vendre; incapaç de suportar el dolor de veure un altre fill venut, va matar el seu tercer fill.
En aquest moment, Tom Loker torna a la història. Loker ha canviat com a resultat de ser curat pels quàquers. George, Eliza i Harry també han obtingut la seva llibertat després de creuar a Canadà. A Louisiana, l'oncle Tom gairebé sucumbeix a la desesperança, ja que la seva fe en Déu és provada per les dificultats de la plantació. No obstant això, té dues visions, una de Jesús i una d'Eva, que renoven la seva voluntat de romandre un cristià fidel fins a la mort. Encoratja a Cassy a escapar, cosa que fa juntament amb Emeline. Quan Tom es nega a dir-li a Legree on han anat Cassy i Emmeline, Legree ordena als seus capatassos que matin a Tom. Mentre Tom està morint, perdona als capatassos que l'apallissen de manera salvatge. Humiliats pel caràcter de l'home que han matat, els dos homes es tornen cristians. Molt poc abans de la mort de Tom, George Shelby (fill d'Arthur Shelby) arriba per comprar la llibertat de Tom, però ja és massa tard.
En el seu viatge en vaixell cap a la llibertat, Cassy i Emmeline es troben amb la germana de George Harris i l'acompanyen a Canadà. Cassy descobreix que Eliza és la seva filla perduda que va ser venuda de petita. Ara que la seva família està de nou junta, viatgen a França i, finalment, a Libèria, la nació africana creada per ex-esclaus americans. George Shelby torna a la granja de Kentucky i allibera tots els seus esclaus. George els diu que recordin el sacrifici de Tom i la seva creença en el veritable significat del cristianisme.

## Personatges principals

### Oncle Tom
L'oncle Tom, el personatge principal, es veia inicialment com un esclau cristià noble i sofert. En els darrers anys, però, el seu nom s'ha convertit en un epítet dirigit als afroamericans acusats de vendre's als blancs. Stowe va proposar que Tom fos un "heroi noble" i una persona digna de lloar. Al llarg del llibre, lluny de permetre's que sigui explotat, Tom s'aferra a les seves creences i, a contracor, és admirat fins i tot pels els seus enemics.

### Eliza
Eliza és una esclava i criada personal de la senyora Shelby, que escapa al nord amb el seu fill de cinc anys, Harry, després que aquest sigui venut al senyor Haley. El seu marit, George, finalment els troba a Ohio i emigra amb ells a Canadà, després a França i, finalment, a Libèria.
El personatge d'Eliza es va inspirar en el relat que John Rankin va explicar al marit de Stowe, Calvin, professor del Lane Theological Seminary de Cincinnati. Segons Rankin, al febrer de 1838, una jove esclava, Eliza Harris, havia escapat a través del riu Ohio congelat a la ciutat de Ripley amb el seu fill als braços i s'havia quedat a casa seva durant el seu camí cap al nord.

### Eva

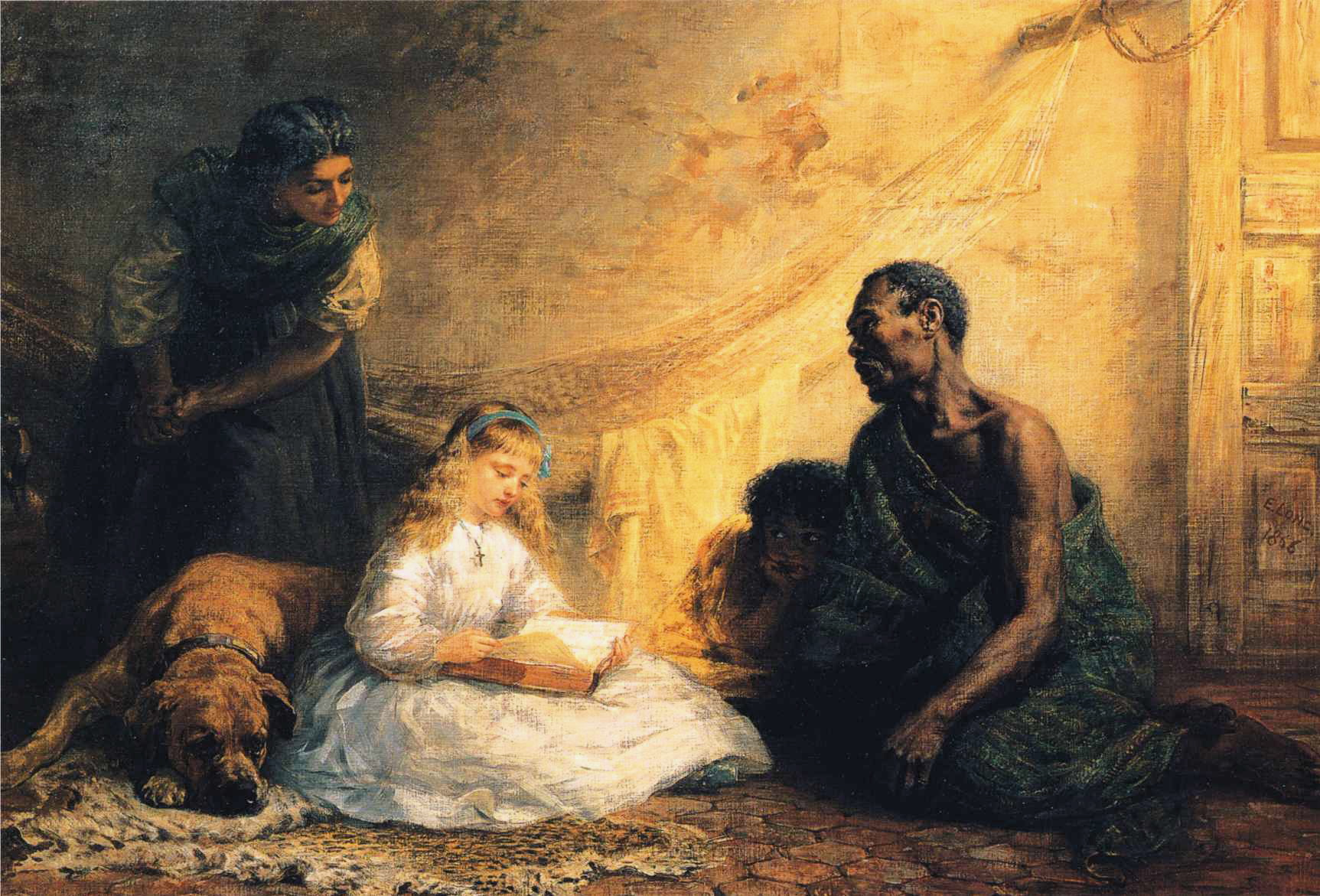
L'oncle Tom i la petita Eva, pintura de Edwin Longsden Long (1866)

Evangeline St. Clare és la filla d'Augustin St. Clare. Eva entra a la narrativa quan l'oncle Tom viatja amb vaixell de vapor a Nova Orleans per ser venut i rescata la noia de cinc o sis anys. Eva demana al seu pare que compri en Tom i es converteix en el majordom de la casa de St. Clare. Passa la major part del seu temps amb l'angelical Eva. Eva parla sovint de l'amor i del perdó, i convenç a la petita esclava Topsy que mereix amor. Fins i tot commou la seva tia Ophelia.
Finalment, Eva es troba malalta terminal. Abans de morir, dona un floc de cabells a cadascun dels esclaus, dient-los que han de ser cristians per tal de veure's al cel. Al seu llit de mort, convenç al seu pare que alliberi a Tom, però a causa de les circumstàncies la promesa no s'acaba materialitzant.
Un personatge similar, també anomenat petita Eva, va aparèixer més tard a la novel·la infantil Petita Eva: La flor del sud, de Philip J. Cozans, encara que aquesta era irònicament una novel·la anti-Tom.

### Simon Legree
Simon Legree és un cruel propietari d'esclaus: un nòrdic de naixement, el nom del qual s'ha convertit en sinònim de cobdícia. És el principal antagonista de la novel·la. El seu objectiu és desmoralitzar Tom i fer-li perdre la seva fe religiosa; Finalment, ordena fer assotar a Tom fins a la mort a causa de la frustració per la increïble creença en Déu del seu esclau. La novel·la revela que, de jove, havia abandonat a la seva mare malalta per viure a la mar i havia ignorat la carta que li va escriure demanant-li veure'l al seu llit de mort. Explota sexualment a Cassy, que el menysprea, i més tard es fixa en Emmeline.
No és clar si Legree es basa en cap individu concret. Durant la dècada de 1870 van sortir informes que Stowe tenia al cap un propietari de plantacions de cotó i sucre anomenat Meredith Calhoun, que es va establir al riu Red al nord d'Alexandria, Louisiana. En general, però, les característiques personals de Calhoun ("altament educat i refinat") no coincideixen amb el caràcter barroer i brutal de Legree. Calhoun fins i tot va editar el seu propi diari, publicat a Colfax (originàriament "Calhoun's Landing"), que va ser reanomenat The National Democrat després de la mort de Calhoun. No obstant això, els capatassos de Calhoun poden haver estat en línia amb els mètodes i motivacions de Legree.

## Literatura anti-Tom
En resposta a la cabana de l'oncle Tom, els escriptors del sud dels Estats Units van produir diversos llibres per contrarestar la novel·la de Stowe. Aquesta literatura anomenada anti-Tom generalment va tenir un punt de vista pro-esclavatge, argumentant que els problemes de l'esclavitud tal com es mostren al llibre de Stowe eren exagerats i incorrectes. Les novel·les d'aquest gènere van tendir a comptar amb un senyor patriarcal blanc benigne i una dona pura, que dirigien una plantació amb esclaus de caràcter infantil, com si es tractés d'una gran família. Aquestes novel·les afirmaven directament o indirecta que tots els afroamericans tenien un caràcter infantil i que eren incapaços de viure sense la supervisió directa dels blancs.
Entre els llibres anti-Tom més famosos hi ha The Sword and the Distaff de William Gilmore Simms, Aunt Phillis's Cabin de Mary Henderson Eastman i The Planter's Northern Bride de Caroline Lee Hentz, essent aquesta darrera una amiga personal propera de Stowe quan les dos vivien a Cincinnati. El llibre de Simms es va publicar pocs mesos després de la novel·la de Stowe i conté una sèrie de seccions i debats que qüestionen el seu llibre i la seva visió de l'esclavitud. La novel·la de Hentz de 1854, àmpliament llegida en aquell moment, però ara molt denostada, ofereix una defensa de l'esclavitud a través dels ulls d'una dona del nord: la filla d'un abolicionista, que es casa amb un propietari d'esclaus del sud.
En la dècada entre la publicació de la cabana de l'oncle Tom i l'inici de la Guerra Civil dels Estats Units es van publicar entre vint i trenta llibres anti-Tom. Entre aquestes novel·les hi ha dos llibres titulats Uncle Tom's Cabin As It Is (un de W. L. Smith i l'altre de C. H. Wiley) i un llibre de John Pendleton Kennedy. Més de la meitat d'aquests llibres anti-Tom van ser escrits per dones blanques, motiu pel qual Simms va comentar en un moment donat "l'aparent justícia poètica de la resposta que va rebre una dona del Nord (Stowe) per part d'una dona del Sud".